# Eyalet di Adrianopoli
L'eyalet di Adrianopoli o eyalet di Edirne (in turco: Edirne Eyaleti) fu un eyalet dell'Impero ottomano, nell'area della Grecia.
Il territorio venne costituito da parti degli eyalet di Silistra e Rumelia nel 1826 e persistette sino alle riforme di metà secolo che imposero la creazione del vilayet di Adrianopoli.

## Geografia antropica

### Suddivisioni amministrative
I sangiaccati dell'eyalet di Adrianopoli a metà Ottocento erano:
1. sangiaccato di Çatalca
2. sangiaccato di Tekfürtaği
3. sangiaccato di Gelibolu
4. sangiaccato di Edirne
5. sangiaccato di Filibe
6. sangiaccato di İslimiye